# Antoni Bielak (polityk)
Antoni Bielak (ur. 6 czerwca 1941 w Zdunówku, zm. 1 marca 2014 w Płocku) – polski działacz państwowy i partyjny, wojewoda płocki (1980–1990).

## Życiorys
W 1972 ukończył studia w Szkole Głównej Planowania i Statystyki. W latach 1960–1966 był zatrudniony w Prezydium Powiatowej Rady Narodowej w Płocku m.in. jako kierownik referatu kontroli i instruktażu. Działał w PZPR, był m.in. członkiem egzekutywy Komitetu Miejskiego i Powiatowego (1970–1975) oraz sekretarzem Komitetu Wojewódzkiego (1979–1980). Od 1975 do 1979 pełnił obowiązki wicewojewody, a w latach 1980–1990 sprawował funkcję wojewody płockiego. Był także przewodniczącym Zarządu Wojewódzkiego Towarzystwa Przyjaźni Polsko-Radzieckiej.
Odznaczony Krzyżem Oficerskim i Kawalerskim Orderu Odrodzenia Polski oraz Złotym Krzyżem Zasługi.